# Kołonna (Białoruś)
Kołonna (biał. Каланая, Kałanaja; ros. Колоная, Kołonaja) – wieś na Białorusi, w obwodzie grodzieńskim, w rejonie świsłockim, w sielsowiecie Niezbodzicze, nad Kołonną, w pobliżu granicy z Polską.
Wieś graniczy z Parkiem Narodowym „Puszcza Białowieska”.

## Historia
W dwudziestoleciu międzywojennym leżała w Polsce, w województwie białostockim, w powiecie wołkowyskim, w gminie Świsłocz. W 1921 miejscowość liczyła 25 mieszkańców, zamieszkałych w 10 budynkach, wyłącznie Polaków. 20 mieszkańców było wyznania prawosławnego i 5 mojżeszowego.
Po II wojnie światowej w granicach Związku Sowieckiego. Od 1991 w niepodległej Białorusi.